# Bryaxis clavicornis
Bryaxis clavicornis är en skalbaggsart som först beskrevs av Georg Wolfgang Franz Panzer 1806.  Bryaxis clavicornis ingår i släktet Bryaxis, och familjen kortvingar. Arten är reproducerande i Sverige.